# 篤多博
篤多博（1915年—1968年5月24日），卓索圖盟喀喇沁右旗（今属內蒙古自治区赤峰市）扎薩克多羅杜棱親王銜郡王貢桑諾爾布之子。

## 經歷[1]
他是貢王與漢族苗姓側室所生，其弟早夭。民國5年（1916年）7月22日，封為貝子。早年就讀於日本早稻田大学，民国20年（1931年）貢王病故後，國民政府批准其繼任為喀喇沁右旗第十三代世襲扎薩克。但因同年日军入侵东北，未就任。1936年，满洲国政府任命篤多博为喀喇沁右旗旗长，1937年1月1日就職，1942年9月1日調離。民國36年（1947年），當選為蒙古昭烏達盟選出之第一屆國民大會代表。民国38年（1949年）後随国民党撤往台湾。民國57年（1968年）5月24日病故。6月9日上午於臺北市第一殯儀館舉行公祭，發引安葬於陽明山第一公墓。

### 文獻
「篤多博先生事略」，《國史館現藏民國人物傳記史料彙編》，第22卷